# Křinice
Křinice (deutsch: Weckersdorf; auch: Skrinice) ist eine Gemeinde in Tschechien. Sie liegt zwei Kilometer südwestlich von Broumov und gehört zum Okres Náchod.

## Geographie

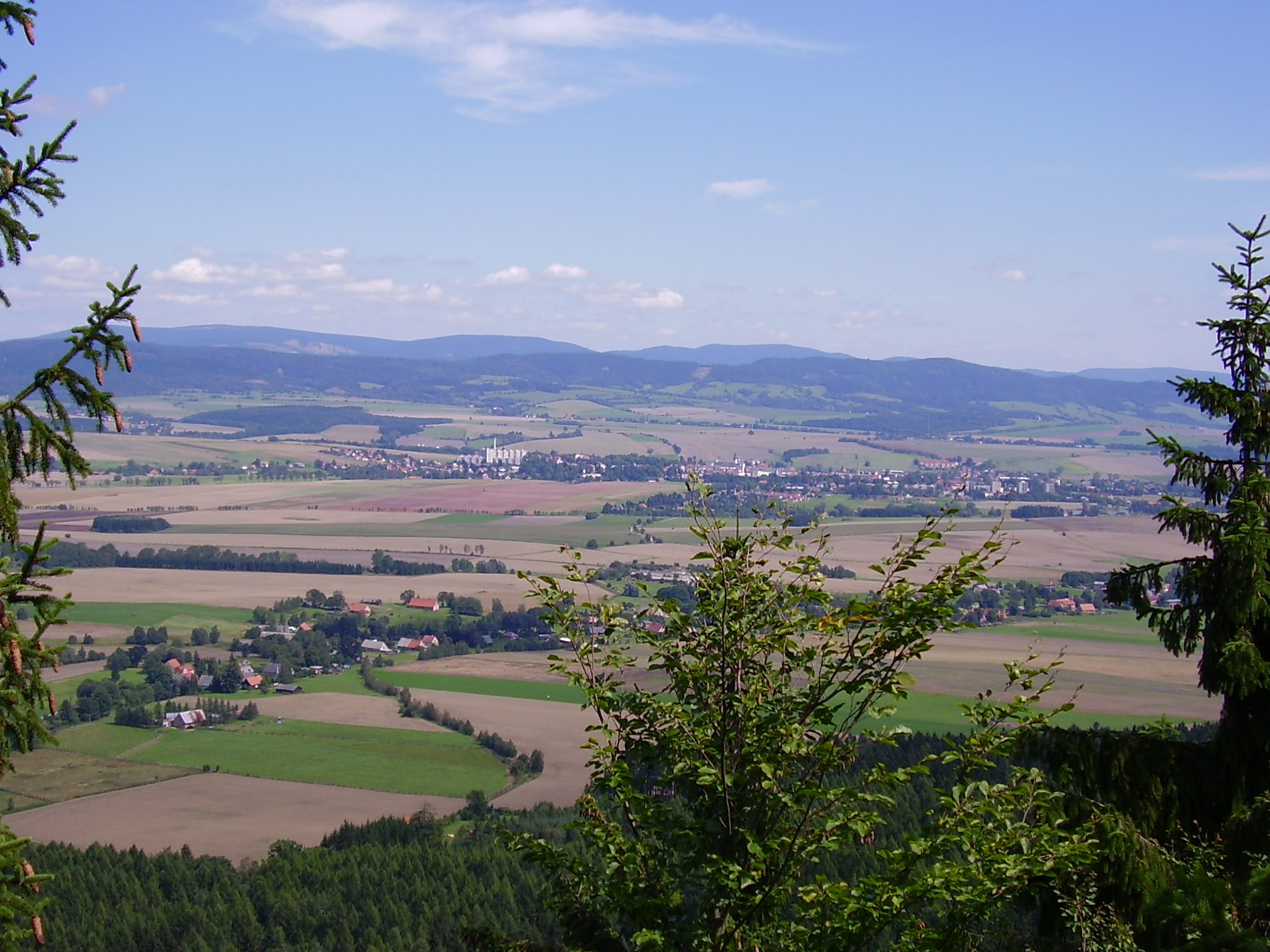
Křinice

Křinice wurde als ein Waldhufendorf angelegt. Es ist fünf Kilometer lang und liegt mit seinem westlichen Teil, dem „Oberdorf“, am Fuße des Falkengebirges (Sterngebirge). Es erstreckt sich von West nach Südost zum „Niederdorf“, wo der Krimsbach (Křinicky potok) in die Steine mündet. Die südlich des Ortes liegende Teichgruppe „Křinické rybničky“ ist als ein Naturreservat ausgewiesen.
Nachbarorte sind Broumov im Nordosten, Velká Ves und Otovice im Osten, Martínkovice und Božanov im Südosten sowie Amerika und Hony im Westen.

## Geschichte
Weckersdorf gehörte zum Politzer Gebiet, das der böhmische König Ottokar I. Přemysl dem Kloster Břevnov zur Urbarmachung zugewiesen hatte. Es wurde unter dem Braunauer Abt Martin (1253–1278) gegründet und mit deutschen Kolonisten besiedelt. Es war nach Braunau eingepfarrt und wurde erstmals 1395 als Wickersdorf schriftlich erwähnt. Für 1411 ist die Bezeichnung Weckersdorf belegt. Die Existenz einer Schule ist für 1631 nachgewiesen. Die Niederlassung von Handwerkern, war – mit Ausnahme der Mühle und eines Ausschanks – zunächst verboten. Deshalb war Weckersdorf 1677 das größte Bauerndorf im Braunauer Stiftsland. Für dieses Jahr sind 51 Bauern- und 43 Häuslerstellen verzeichnet. 1800 wurde ein neues Schulgebäude errichtet, das 1875 wiederum durch einen Neubau ersetzt wurde. Über eine Rohrleitung aus Holz wurde aus dem Weckersdorfer Quellgebiet seit 1706 Wasser zum Braunauer Kloster geführt, seit 1880 auch in die Stadt Braunau. Großer Schaden wurde 1815 durch einen Brand angerichtet. Bei einem weiteren Brand im Jahre 1885 wurden 24 Häuser vernichtet.
Weckersdorf bildete 1850 eine Gemeinde im Gerichtsbezirk Braunau bzw. im späteren Bezirk Braunau. Von Bedeutung waren neben der Landwirtschaft eine Ziegelbrennerei sowie der Abbau von Sandstein und Bausand. In der zweiten Hälfte des 19. Jahrhunderts wanderten zahlreiche Einwohner nach Chile aus.
Nach dem Münchner Abkommen 1938 wurde Weckersdorf, das überwiegend deutsch besiedelt war, dem Deutschen Reich zugeschlagen und gehörte bis 1945 zum Landkreis Braunau. Nach dem Zweiten Weltkrieg gehörte Křinice zum Okres Broumov. In den Jahren 1945 und 1946 erfolgte die Vertreibung der deutschen Bewohner. Dadurch sank die Einwohnerzahl um mehr als die Hälfte, und zahlreiche Häuser wurden dem Verfall preisgegeben. Nach der Aufhebung des Okres Broumov kam Křinice 1961 zum Okres Náchod.

## Ortsteile
Für die Gemeinde Křinice sind keine Ortsteile ausgewiesen. Zu Křinice gehören die Ortslagen Amerika und Cihelny (Ziegelhäuser) sowie die Einschicht Červený Dvůr (Schlegelhof).

## Sehenswürdigkeiten
- Kreuzigungsgruppe mit den Statuen der hl. Johannes der Täufer und Barbara
- Die Marienkapelle am Sternsteig wurde 1709 vom Ratsmann Ignaz Zinke erbaut.
- Am Kamm des Sterngebirges (Hvězda) steht eine unter Abt Othmar Daniel Zinke nach Plänen von Kilian Ignaz Dientzenhofer erbaute Marienkapelle. In der Nähe befindet sich ein 1853 erbautes Ausflugslokal.
- Der nordwestlich des Oberdorfes liegende historische Kreuzweg wurde im Jahre 2000 erneuert.

## Persönlichkeiten
- Oskar Teuber (1852–1901), Schriftsteller, Vater von  Wilhelm und Emmerich Teuber
- Anton Kahler (1868–1934), Mundartdichter